# Kalecik, Hasanbeyli
Kalecik là một xã thuộc huyện Hasanbeyli, tỉnh Osmaniye, Thổ Nhĩ Kỳ. Dân số thời điểm năm 2010 là 421 người.